# Hotel Uzbekistan
L'Hotel Uzbekistan est un hôtel situé sur la place Tamerlan (de) à Tachkent, la capitale de l'Ouzbékistan.
C'est l'un des plus grands hôtels du pays et un exemple du brutalisme soviétique des années 1970. Il est un des icônes de la ville.
L'hôtel appartient depuis 2020 à une entreprise singapourienne.